# Objetificação sexual
Objetificação sexual se refere ao ato de tratar uma pessoa como mero instrumento de prazer sexual, fazendo dela um "objeto sexual". A objetificação, em um sentido mais abrangente, significa tratar uma pessoa como uma mercadoria ou objeto, não dando importância à sua personalidade ou dignidade. Portanto objetificação está diretamente ligado ao fato de não haver consentimento. O Movimento sexo positivo define a sexualização consentida entre adultos como algo positivo. A objetificação é na maior parte das vezes examinada a nível da sociedade, mas pode também se referir ao comportamento de indivíduos.[carece de fontes?]
O conceito de objetificação sexual (e, em particular, a da mulher) é uma ideia importante na teoria feminista e em teorias psicológicas derivadas do feminismo. Muitas feministas consideram a objetificação sexual condenável e como tendo um papel importante na desigualdade de gênero. Alguns comentadores sociais, porém, argumentam que algumas mulheres modernas objetificam a si mesmas como expressão de seu empoderamento sobre o homem, enquanto outros argumentam que o aumento da liberdade sexual para mulheres, homens gays e bissexuais tenha levado também a uma maior objetificação do homem. A ideia da objetificação sexual também tem sido uma importante área de discussão e debate no campo da ética sexual e filosofia do sexo.